# 알 아크사 순교자 여단
알 아크사 순교자 여단(Al-Aqsa Martyrs' Brigades, 아랍어: كتائب شهداء الأقصى, 로마자 표기 Kataeb Shuhada Al-Aqsa)은 서안 지구에 있는 팔레스타인 무장 단체의 연합이다. 이 조직은 이스라엘, 유럽연합, 캐나다, 일본, 뉴질랜드, 미국에 의해 테러조직으로 지정되었다.

## 같이 보기
- 팔레스타인 자치 정부